# Station Nowe Skalmierzyce
Station Nowe Skalmierzyce is een spoorwegstation in de Poolse plaats Nowe Skalmierzyce.